# 普索
普索（法語：Pousseaux，法語發音：[puso]）是法国涅夫勒省的一个市镇，属于克拉姆西区。

## 地理
普索（47°30'50"N, 3°31'38"E）面积11.11 平方千米，位于法国勃艮第-弗朗什-孔泰大區涅夫勒省，该省份为法国中部省份，北至约讷省，西北接卢瓦雷省，西接谢尔省，南至阿列省，东南接索恩-卢瓦尔省，东临科多尔省。
与普索接壤的市镇（或旧市镇、城区）包括：克拉姆西、约讷河畔库朗日、约讷河畔利谢尔、约讷河畔吕西、叙尔日。

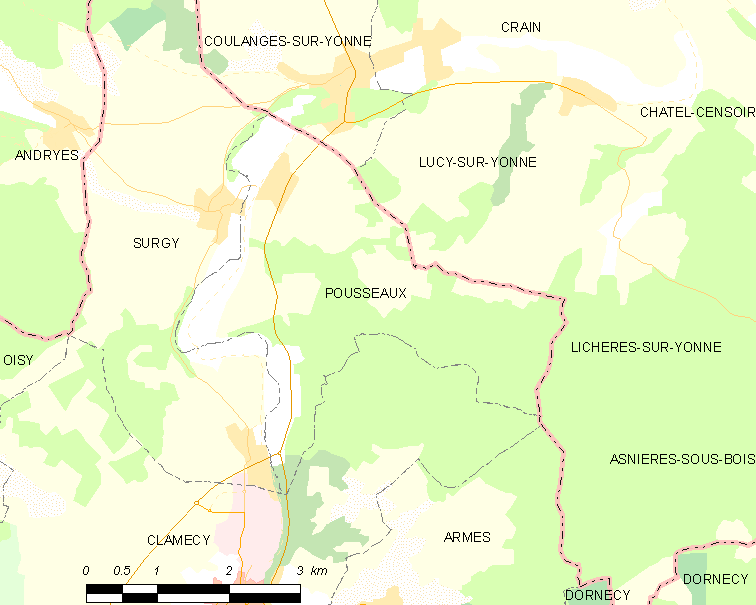
普索的OSM定位图

普索的时区为UTC+01:00、UTC+02:00（夏令时）。

## 行政
普索的邮政编码为58500，INSEE市镇编码为58217。

## 政治
普索所属的省级选区为克拉姆西县。

## 人口

1962-2008年间普索人口变化图示

普索于2022年1月1日时的人口数量为190人。